# Omelan Parubok
Omelan Nykonowycz Parubok, ukr. Омелян Никонович Парубок (ur. 21 stycznia 1940 we wsi Baszteczky w rejonie żaszkowskim w obwodzie czerkaskim, zm. 20 czerwca 2017) – ukraiński polityk, działacz komunistyczny, deputowany, dwukrotnie wyróżniony tytułem „Bohatera Pracy Socjalistycznej”.

## Życiorys
Skończył osiem klas szkoły w rodzinnej wsi, od 1955 pracował w kołchozie. W 1960 ukończył szkołę mechanizacji gospodarki rolnej w Humaniu i został mechanizatorem rolnictwa. W 1970 został absolwentem technikum mechanizacji i elektryfikacji gospodarki rolnej, a w 1980 ukończył studia w instytucie rolniczym w Humaniu. Pracował nad doskonaleniem technik uprawy buraków cukrowych.
Od 1965 członek Komunistycznej Partii Związku Radzieckiego, od 1986 członek KC. W latach 1975–1990 deputowany do Rady Najwyższej Ukraińskiej SRR, od 1989 do 1991 deputowany ludowy ZSRR. Członek KC Komunistycznej Partii Ukrainy. W latach 1994–2007 i 2012–2012 był posłem do Rady Najwyższej Ukrainy.

## Odznaczenia i nagrody
- Złoty Medal „Sierp i Młot” Bohatera Pracy Socjalistycznej (1977 i 1984)
- Order Lenina (trzykrotnie)
- Order Rewolucji Październikowej
- Order „Znak Honoru”
- Nagroda Państwowa ZSRR
- Nagroda Leninowskiego Komsomołu